# 巧克力蛋糕
巧克力蛋糕（英語：Chocolate cake）是一种用巧克力制成的蛋糕。

## 历史

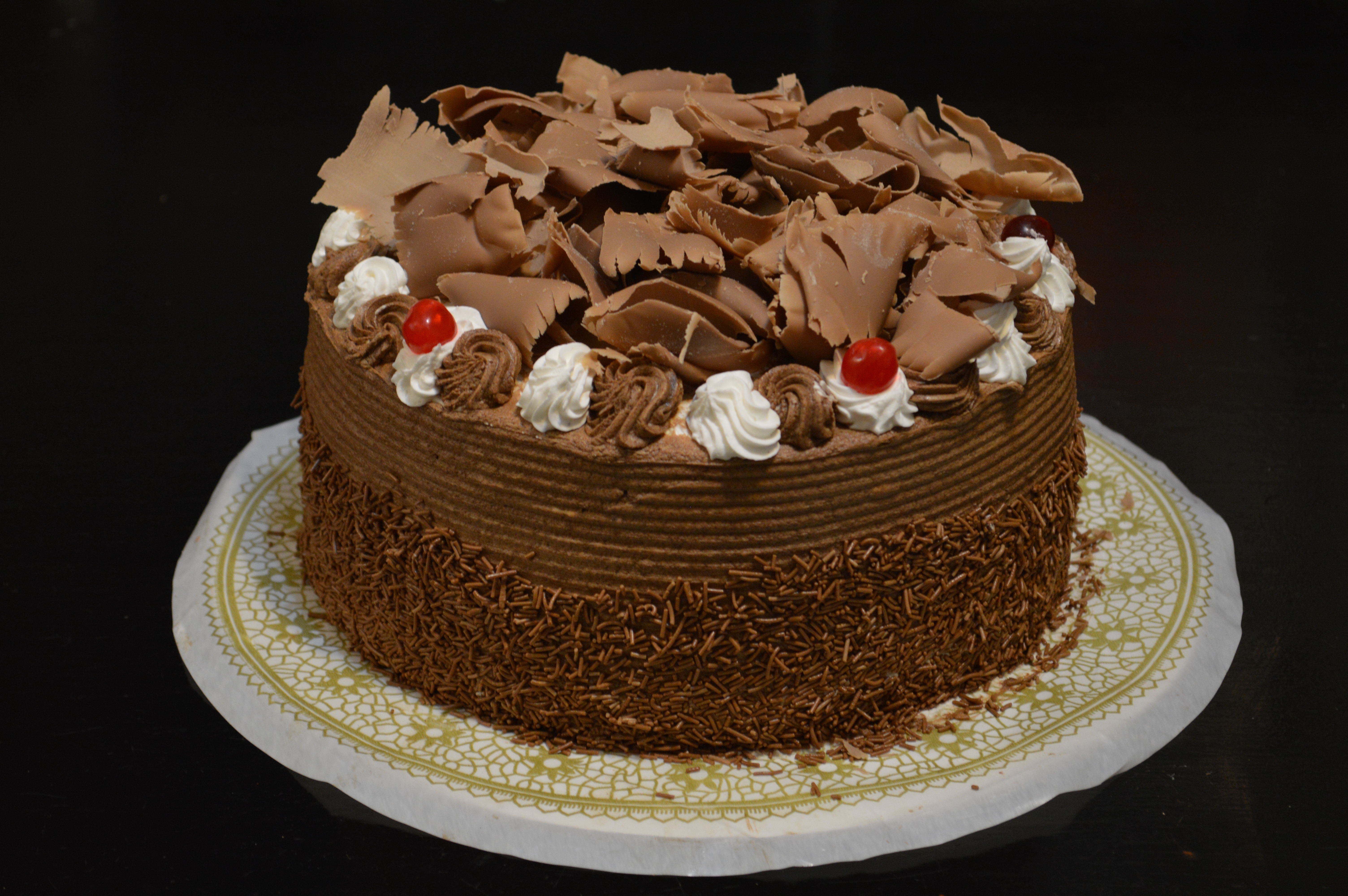
双层松露巧克力蛋糕

制作巧克力蛋糕的主要材料是巧克力，制作过程中也可以添加其他材料，如乳脂软糖、香草奶油和其他甜味剂。巧克力蛋糕的历史可以追溯到1764年，詹姆斯·贝克（James Baker）博士发明了用两块磨石研磨可可豆来制作巧克力。1828年，荷兰的Coenraad van Houten发明了一种从可可液中提取脂肪机械提取法，从而得到可可脂和部分脱脂的可可。这些工艺让巧克力从奢侈品变成了廉价的日常零食。1879年，鲁道夫·莲发明了一种名为conching的制作工艺，这种新工艺可以让巧克力的口感更丝滑，更容易烘焙，让巧克力可以与蛋糕融合在一起。在1890年至1900年之前，与巧克力有关的菜谱多为巧克力饮料，一般巧克力只用作制作蛋糕的馅料和着色。1886年，美国厨师开始在蛋糕面糊中加入巧克力，制作出美国的第一个巧克力蛋糕。

## 种类

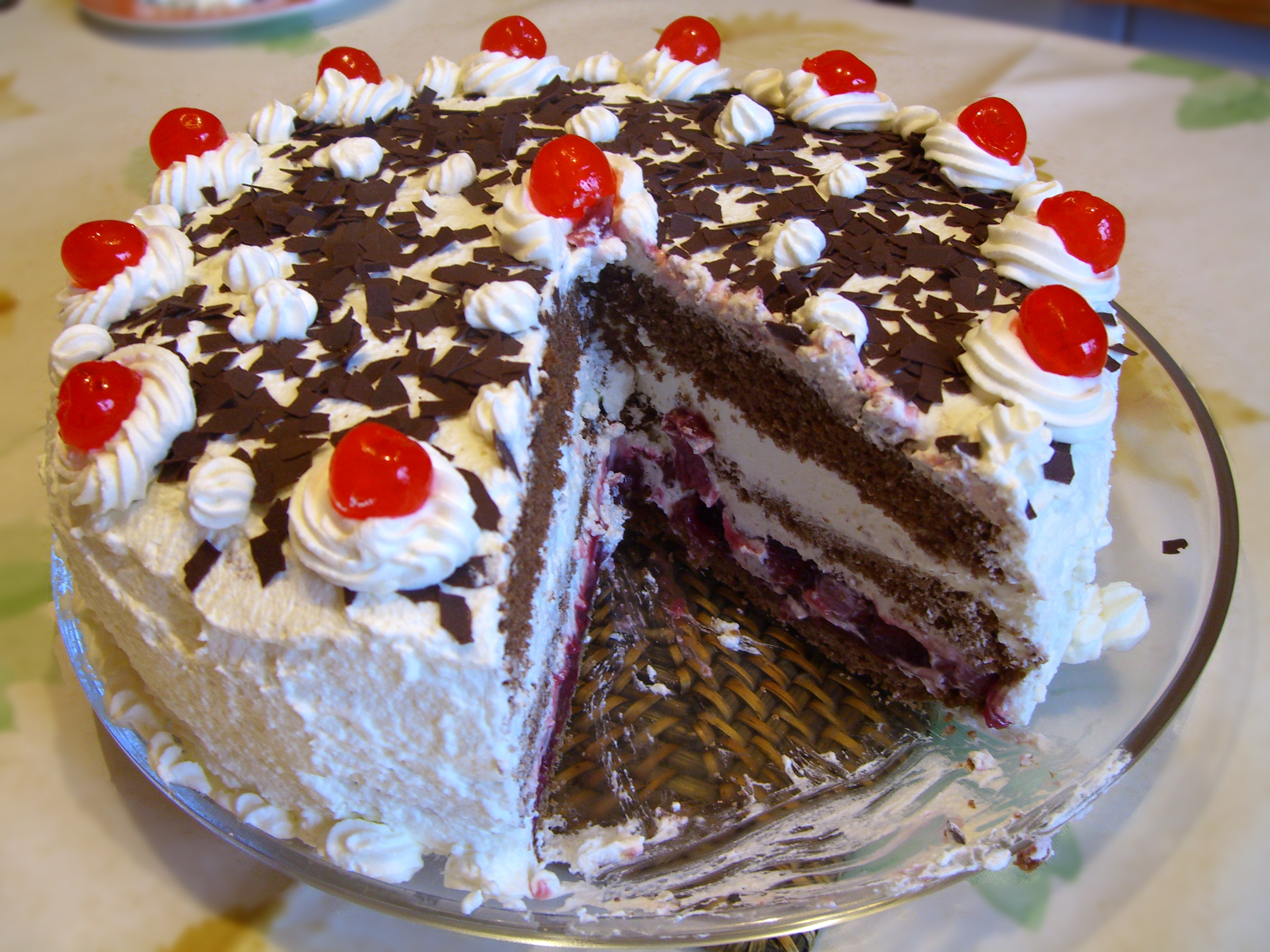
四层黑森林蛋糕

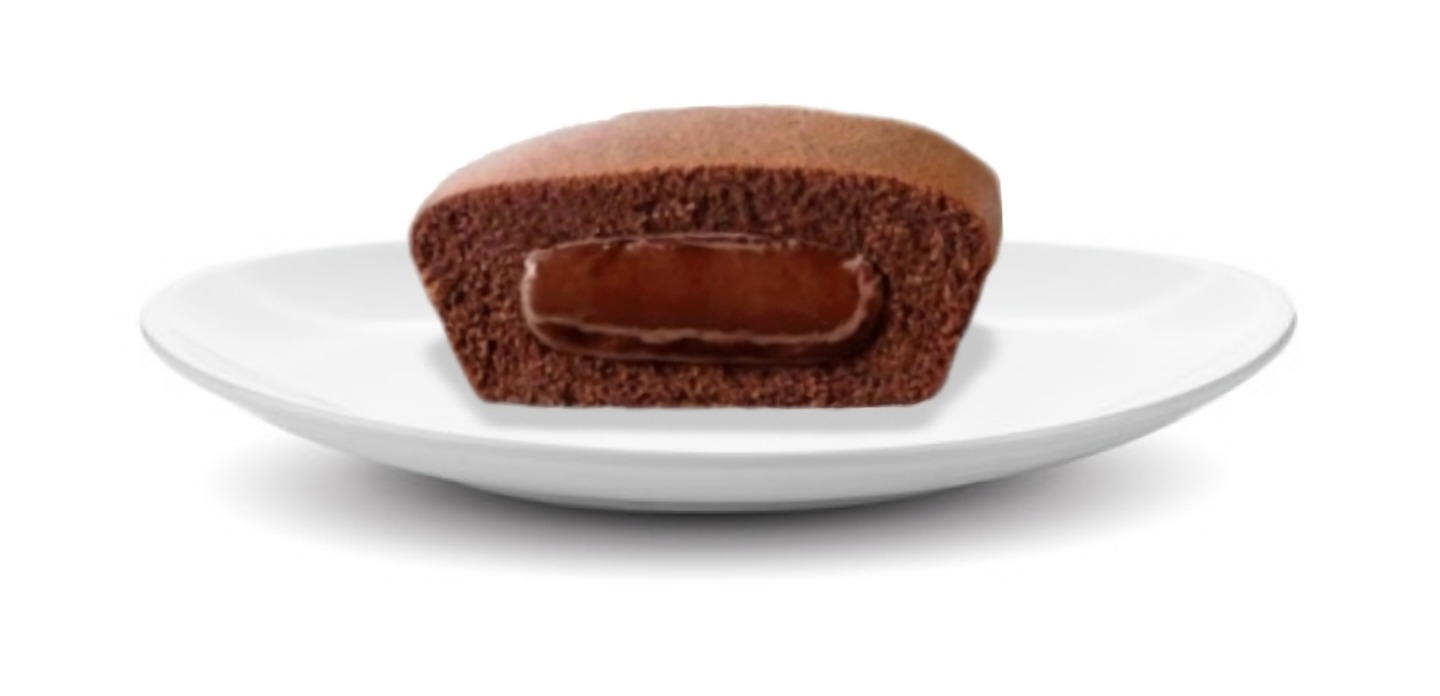
Massimo Diletto巧克力蛋糕

巧克力蛋糕种类繁多，主要有：
- 黑森林蛋糕
- 魔鬼蛋糕
- 霍夫蛋糕
- 乳脂軟糖
- 萨赫蛋糕
- 巧克力卷蛋糕
- 巧克力梳芙厘
- 德式巧克力蛋糕
- 熔岩巧克力蛋糕
- 巧克力布朗尼
- 红色天鹅绒蛋糕